# Chuy García
Jesús García, més conegut com a Chuy García   (Victoria de Durango, 12 d'abril de 1956), és una polític estatunidenc. D'ençà l'any 2019 és membre de Cambra de Representants dels Estats Units pel Partit Demòcrata en representació del 4t districte d'Illinois. Anteriorment, l'any 1987, havia estat elegit al consell municipal de la ciutat de Chicago i el 1992 va esdevenir membre del Senat d'Illinois, essent el primer nord-americà d'origen mexicà en assolir aquest càrrec.
Es va postular per a l'alcaldia de Chicago dues vegades, una fallida el 2015, i per les properes eleccions de 2023.